# Palang-Dharma-Partei

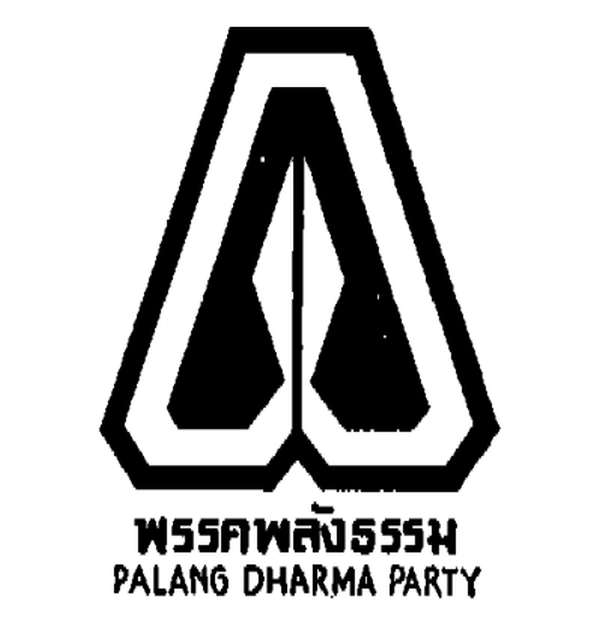
Logo der Partei (1988)

Phalang Dharma (thailändisch พรรคพลังธรรม, RTGS Phak Phalang Tham, Aussprache: [pʰák pʰá.laŋ tʰam] – „Kraft-des-Dharma-Partei“ oder „Partei der moralischen Kraft“) war eine buddhistisch orientierte Partei in Thailand. Sie wurde 1988 von Chamlong Srimuang gegründet und war mit der buddhistischen Sekte Santi Asoke verbunden. Während der frühen 1990er-Jahre war Palang Dharma eine maßgebliche Kraft in der thailändischen Politik. Nach 1996 verschwand sie in der politischen Bedeutungslosigkeit, 2007 wurde sie endgültig aufgelöst.

## Gründung und erste Erfolge

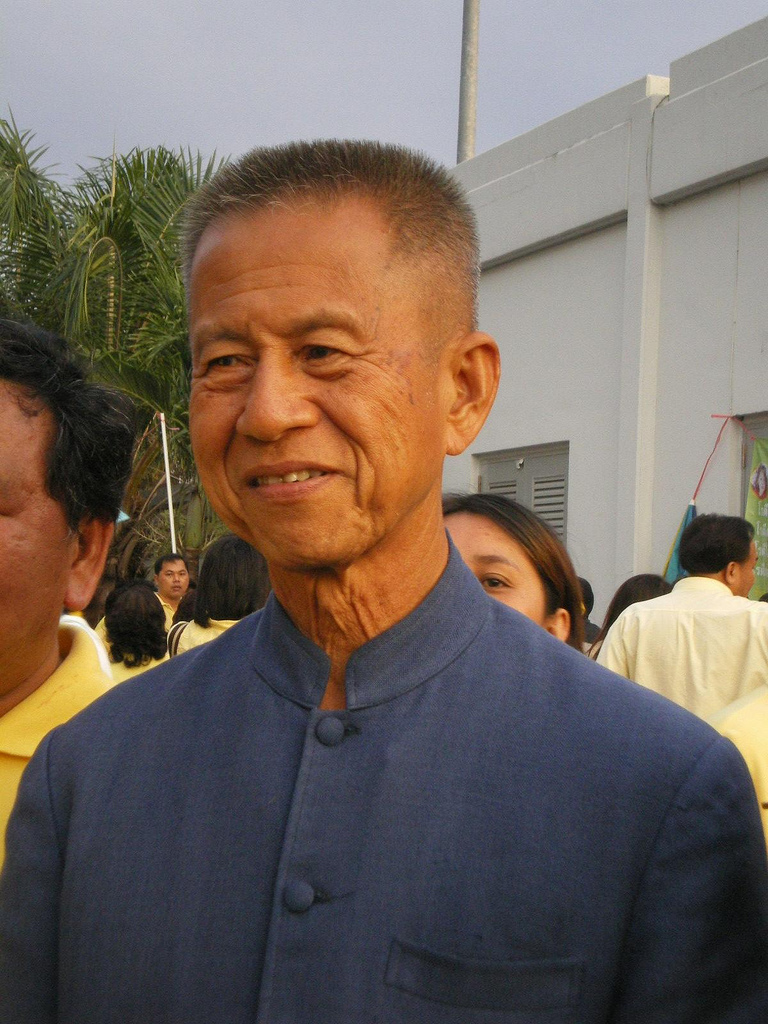
Parteigründer Chamlong Srimuang (2008)

Die Partei wurde von dem aus dem Dienst ausgeschiedenen Generalmajor Chamlong Srimuang gegründet, der damals Gouverneur von Bangkok war und als strenggläubiger Buddhist ein asketisches Leben führt. Er gründete die Partei in dem Bestreben, die thailändische Politik von der grassierenden Korruption zu „reinigen“, die oftmals als Rechtfertigung für Militärputsche vorgebracht wurde. Mit Palang Dharma hielt ein neuer Politiktypus Einzug in Thailand. Das Parteiprogramm berief sich ausdrücklich auf buddhistische Prinzipien. Die Bekanntheit ihres Anführers trug allerdings mehr zum Erfolg der Partei bei als ihr Programm. Palang Dharma war insbesondere bei der Mittelschicht im Großraum Bangkok beliebt. Dort gewann sie 49 der 55 Sitze bei der Stadtratswahl 1990 und 32 der 35 Sitze bei der Parlamentswahl im September 1992. Letztere war überhaupt der größte Erfolg der Partei. Landesweit gewann sie über 9 Millionen Stimmen (18 %) und 47 der 360 Sitze. Der Parteiführer Chamlong war eine Schlüsselfigur bei den von der Mittelklasse getragenen Massenprotesten gegen die militärgestützte Regierung von Suchinda Kraprayoon im Schwarzen Mai 1992, die zum Rücktritt Suchindas führten.

## Innerparteiliche Flügel
Die Partei war gespalten in eine sogenannte „Tempelfraktion“ von Santi-Asoke-Mitgliedern, die strikt auf ihren Prinzipien beharrten und Kompromisse ablehnten, und einen pragmatischeren Flügel weltlicher Politiker, die sich um das Wachstum der Partei und das Fortkommen ihrer Karrieren bemühten. Die „Tempelfraktion“ kämpfte gegen den Einfluss des Geldes auf die thailändische Politik und predigte Opfermut, Fleiß, Ehrlichkeit und Sittlichkeit. Sie nahm dafür selbst in Kauf, dass die Partei eine kleine, unbedeutende Oppositionspartei bleiben könnte. Der weltliche Flügel der sogenannten „Karrieristen“ glaubte dagegen, dass die Partei, um Einfluss auf die Entwicklungsrichtung des Landes zu nehmen, sich erweitern, fähige Experten und Geschäftsleute aufnehmen, Bündnisse schließen und der Regierung beitreten müsste. Die „Tempelfraktion“ hielt die Pragmatiker für opportunistisch und verdächtigte sie, nur vom guten Ruf der Partei und ihres Anführers profitieren zu wollen. Die „Karrieristen“ wiederum hielten die Religiösen für naiv, realitätsfremd und unwählbar, wenn sie allein antreten würden.
Dem Parteichef Chamlong nutzten diese Flügelkämpfe. Er spielte die beiden Lager gegeneinander aus, um seine Spitzenposition zu verteidigen und auszubauen. Er stellte überzeugende, vernünftig wirkende Fachleute als Spitzenkandidaten auf und ließ zugleich der „Tempelfraktion“ die Rolle als Gewissen der Partei, das die gewählten Vertreter bändigte und von der Verfolgung von Eigeninteressen abhielt. Chamlong manipulierte allerdings auch parteiinterne Wahlen und drohte mit Rücktritt, wenn er seine Führungsrolle in Frage gestellt sah.

## Regierungsbeteiligung

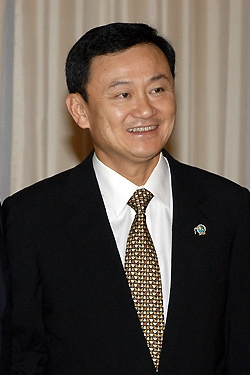
Thaksin Shinawatra, 1995–96 Parteivorsitzender

1992 übergab Chamlong den Parteivorsitz an den Bankmanager und vormaligen Politiker der Sozialen Aktionspartei Boonchu Rojanastien, blieb jedoch bis 1995 faktischer Anführer der Partei. Nach der Parlamentswahl im September 1992 trat Palang Dharma der Regierungskoalition unter Chuan Leekpai und seiner Demokratischen Partei bei. 1995 verließ sie jedoch die Koalition und führte so das Ende der Regierung herbei. Bereits 1994 hatte sie die Mehrheit im Stadtrat von Bangkok an die rechte, militärnahe Thailändische Bürgerpartei verloren. Einige Mitglieder verließen die Partei und der Telekommunikationsunternehmer Thaksin Shinawatra, der reichste Geschäftsmann Thailands und Vertreter des pragmatischen Parteiflügels, übernahm die Führung.

## Niedergang
Unter Thaksin wandte sich die Partei von ihren religiösen Wurzeln ab und trat der Koalitionsregierung von Banharn Silpa-archa bei, in der Thaksin Vizepremier war. Während dieser Zeit schwand die Partei dahin. Die innerparteilichen Konflikte führten 1996 zu ihrem Zusammenbruch. Chamlong trat noch einmal zur Wahl des Gouverneurs von Bangkok an, verlor aber und zog sich aus der aktiven Politik zurück. Buddhistisch inspirierte Kritik an der etablierten Politik, wie sie Palang Dharma vertrat, und Chamlongs Einsatz für „saubere Politik“ können aber als wichtige Impulse für die 1997 beschlossene neue thailändische Verfassung gesehen werden.
1998 gründete Thaksin Shinawatra die Partei Thai Rak Thai (TRT), der sich eine Reihe ehemaliger Palang-Dharma-Partei anschlossen. Da sie nicht mehr die gesetzlichen Berichtspflichten für politische Parteien erfüllte, löste das thailändische Verfassungsgericht die Partei am 18. Oktober 2007 förmlich auf. Der frühere Generalsekretär der PDP Rawee Machamadon gründete 2018 eine „Neue Palang-Dharma-Partei“.

## Ehemalige Mitglieder
- Boonchu Rojanasathien, 1992–1994 Vize-Ministerpräsident, 1992–1995 Parteivorsitzender
- Chamlong Srimuang, Parteigründer, 1985–1992 Gouverneur von Bangkok, 1994–95 Vize-Ministerpräsident
- Jatuporn Prompan, Parteimitglied von 1996 bis 1998; seit 2008 Anführer der „Rothemden“-Bewegung
- Prasong Soonsiri, 1992–1994 Außenminister
- Sudarat Keyuraphan, 1994–95 stellvertretende Verkehrsministerin, 1996 stellvertretende Innenministerin; 2001–2005 Gesundheitsministerin (TRT)
- Thaksin Shinawatra, 1994–95 Außenminister, 1995–96 Parteivorsitzender und Vize-Ministerpräsident; 2001–2006 Ministerpräsident (TRT)